# Cyclisme aux Jeux olympiques d'été de 1956
Navigation
Helsinki 1952 Rome 1960

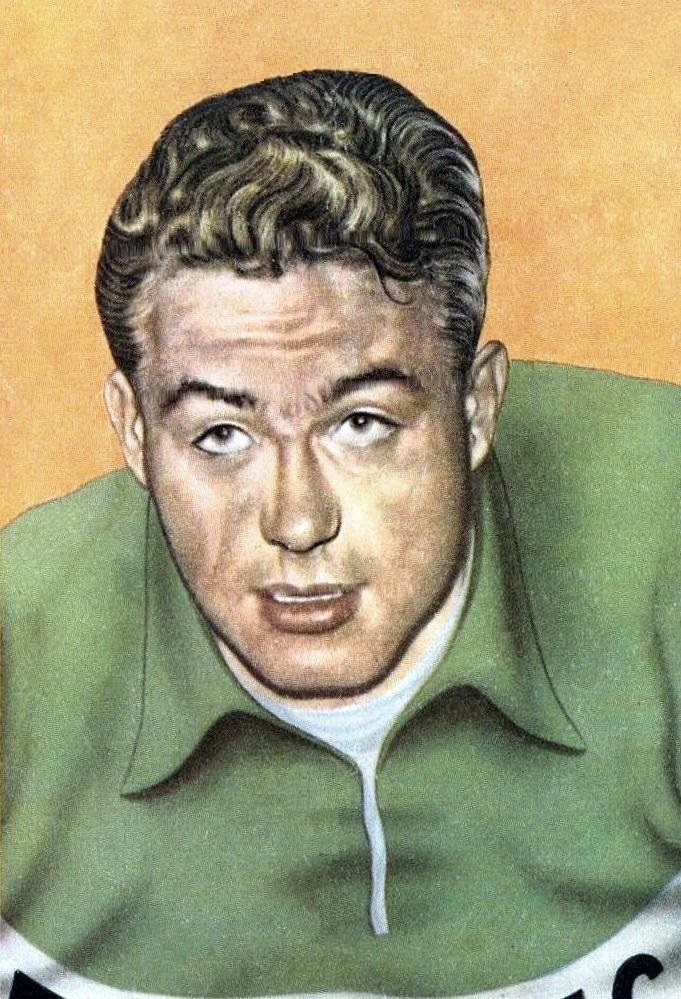
Michel Rousseau, le vainqueur de l'épreuve de vitesse.

Aux Jeux olympiques d'été de 1956, il existe deux disciplines de cyclisme : le cyclisme sur piste, le cyclisme sur route.

## Podiums

### Hommes
| Podiums               |                                                                              |                                                                       |                                                                            |
| Route                 |                                                                              |                                                                       |                                                                            |
| Course en ligne       | Ercole Baldini                                                               | Arnaud Geyre                                                          | Alan Jackson                                                               |
| Course par équipes    | France Arnaud Geyre Maurice Moucheraud Michel Vermeulin                      | Grande-Bretagne Arthur Brittain William Holmes Alan Jackson           | Équipe unifiée d'Allemagne Reinhold Pommer Gustav-Adolf Schur Horst Tüller |
| Piste                 |                                                                              |                                                                       |                                                                            |
| Kilomètre             | Leandro Faggin                                                               | Ladislav Fouček                                                       | Alfred Swift                                                               |
| Vitesse individuelle  | Michel Rousseau                                                              | Guglielmo Pesenti                                                     | Dick Ploog                                                                 |
| Tandem                | Australie Ian Browne Tony Marchant                                           | Tchécoslovaquie Ladislav Fouček Václav Machek                         | Italie Giuseppe Ogna Cesare Pinarello                                      |
| Poursuite par équipes | Italie Valentino Gasparella Antonio Domenicali Leandro Faggin Franco Gandini | France Michel Vermeulin René Bianchi Jean Graczyk Jean-Claude Lecante | Grande-Bretagne Tom Simpson Donald Burgess Michael Gambrill John Geddes    |

## Tableau des médailles

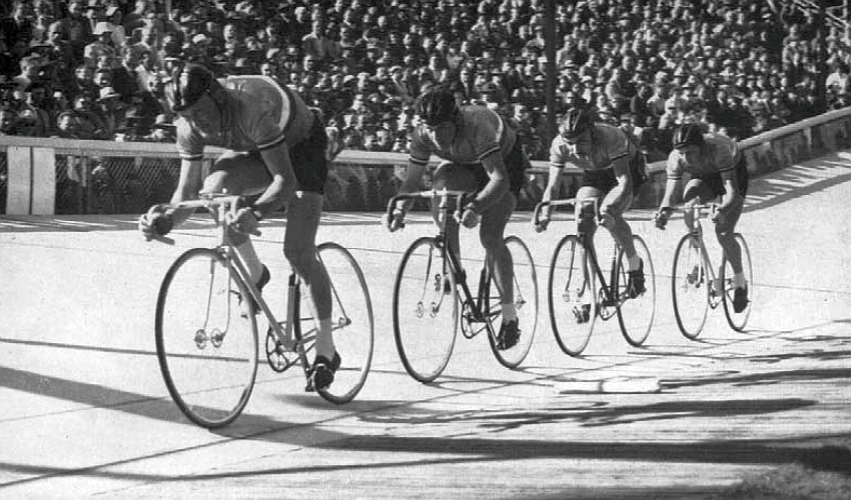
L'équipe de France de poursuite vice-championne olympique (M. Vermeulin, J. Graczyk, J.-C. Lecante et R. Bianchi.).

| Rang | Nation                     | Or | Argent | Bronze | Total |
| ---- | -------------------------- | -- | ------ | ------ | ----- |
| 1    | Italie                     | 3  | 1      | 1      | 5     |
| 2    | France                     | 2  | 2      | 0      | 4     |
| 3    | Australie                  | 1  | 0      | 1      | 2     |
| 4    | Tchécoslovaquie            | 0  | 2      | 0      | 2     |
| 5    | Grande-Bretagne            | 0  | 1      | 2      | 3     |
| 6    | Équipe unifiée d'Allemagne | 0  | 0      | 1      | 1     |
| 6    | Afrique du Sud             | 0  | 0      | 1      | 1     |